# Campeonato Europeo de Patinaje Artístico sobre Hielo de 1926
El XXIV Campeonato Europeo de Patinaje Artístico sobre Hielo se realizó en Davos (Suiza) en enero de 1926. Fue organizado por la Unión Internacional de Patinaje sobre Hielo (ISU) y la Federación Suiza de Patinaje sobre Hielo.

## Resultados
| Puesto | Nombre           | País    | Puntos |
| ------ | ---------------- | ------- | ------ |
| Oro    | Willy Böckl      | Austria |        |
| Plata  | Otto Preissecker | Austria |        |
| Bronce | Georg Gautschi   | Suiza   |        |

## Medallero
| Núm. | País    | Oro | Plata | Bronce | Total |
| ---- | ------- | --- | ----- | ------ | ----- |
| 1    | Austria | 1   | 1     | 0      | 2     |
| 2    | Suiza   | 0   | 0     | 1      | 1     |
|      | TOTAL   | 1   | 1     | 1      | 3     |